# Plac Wilsona (stacja metra)

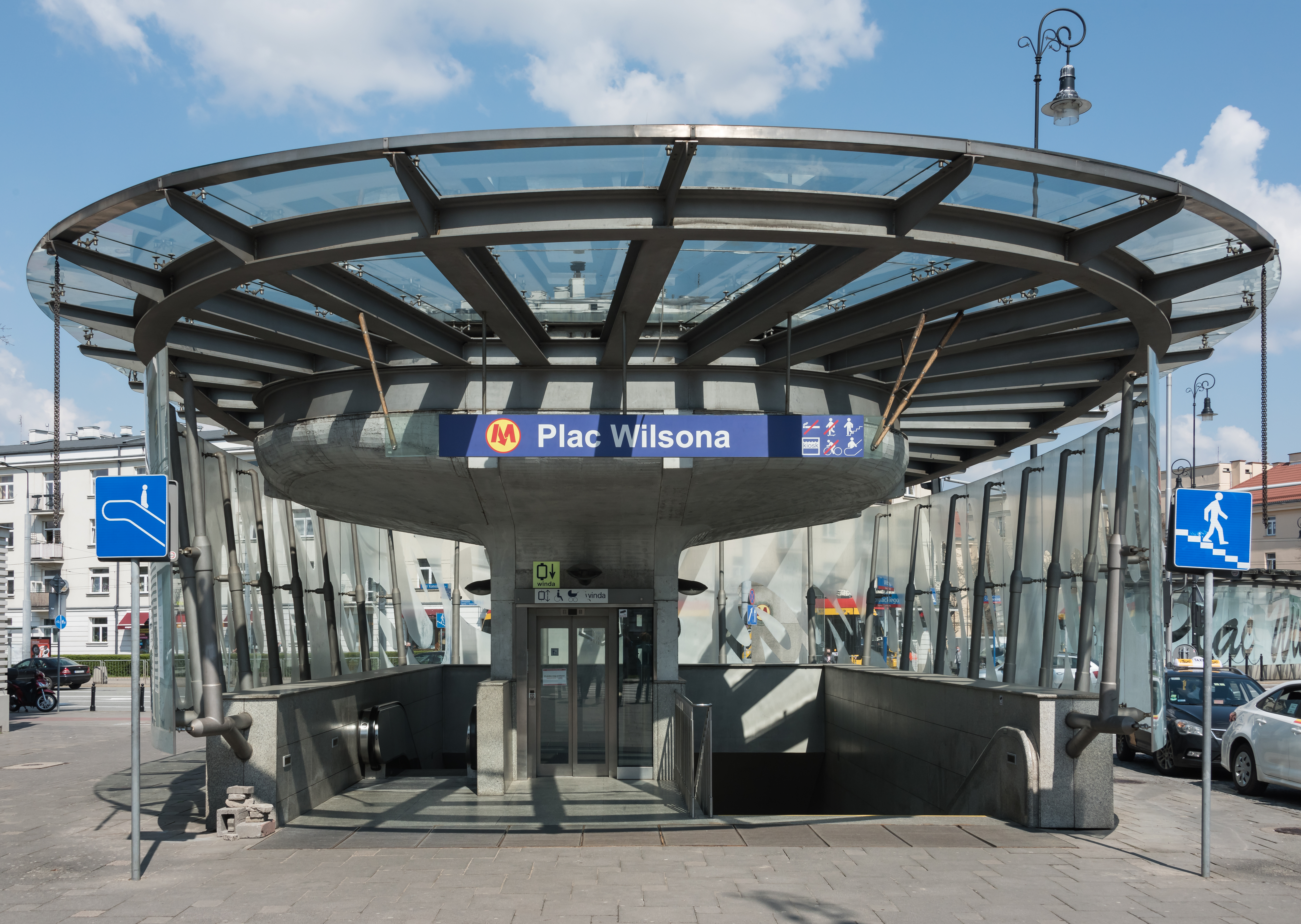
Wejście na stację Plac Wilsona

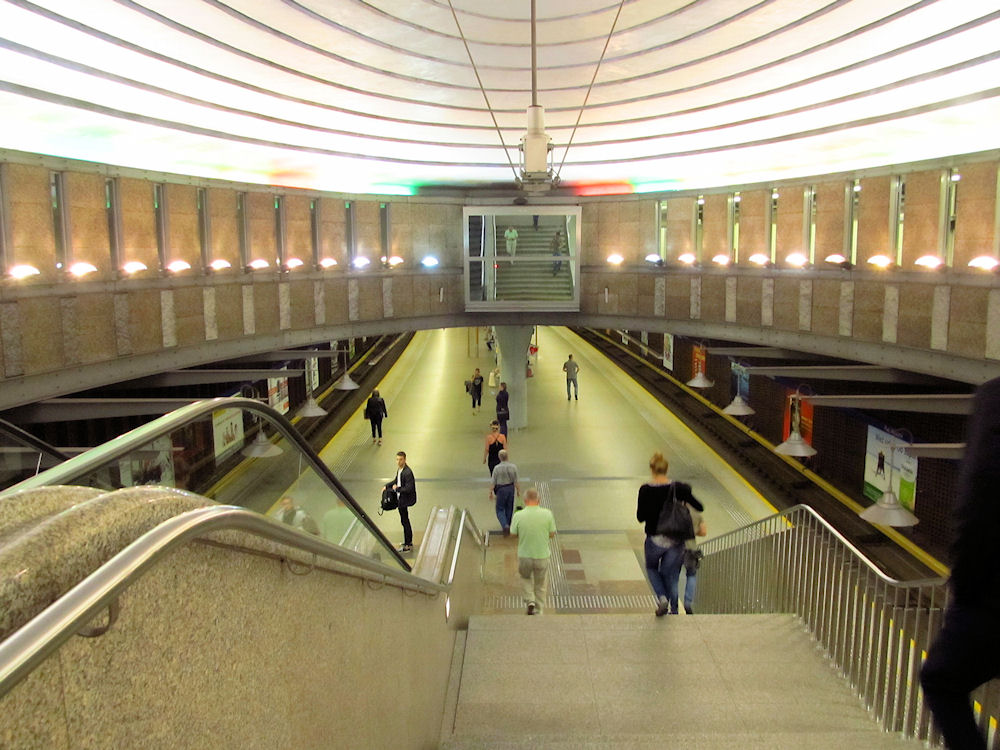
Schody na peron

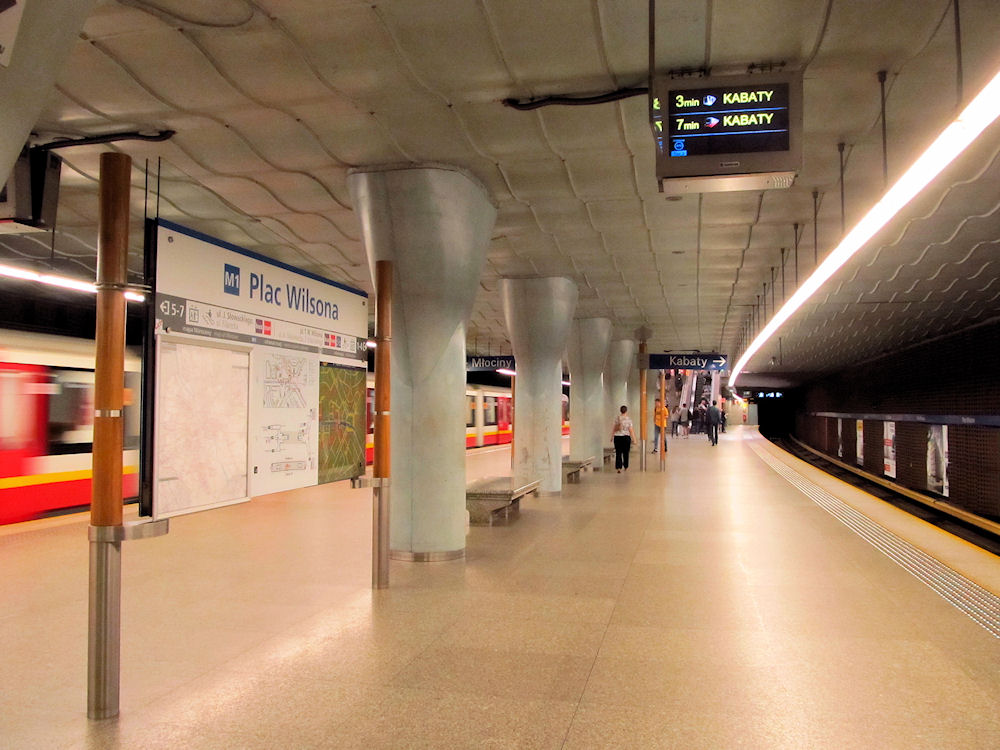
Peron stacji

Plac Wilsona (wymowa IPA /'plat͡s vil'sona/) – stacja linii M1 metra w Warszawie zlokalizowana na Żoliborzu przy ul. Słowackiego i w północnej części placu Wilsona, przy ul. Krasińskiego.
Stacja została oddana do użytku 8 kwietnia 2005.

## Nazwa stacji
Pierwsza nazwa stacji – plac Komuny Paryskiej – została nadana uchwałą Rady Narodowej m.st. Warszawy 16 grudnia 1983. Obecna nazwa stacji oraz placu pochodzi od nazwiska 28. prezydenta Stanów Zjednoczonych Woodrowa Wilsona.
Wraz ze zmianą nazwy placu w 1990 roku zwyczajowo i w dokumentach również stacja zaczęła być nazywana Placem Wilsona. Tę nazwę oficjalnie nadano we wrześniu 2013.
Rada Języka Polskiego zaleca nazwę placu, a więc również stacji, wymawiać tak, jak wymawiano ją od chwili nazwania placu w 1926 – w wersji z wymową spolszczoną (podobnie jak np. nazwę alei Waszyngtona), z głoską w’ (miękkie w) na początku: Ci, którzy sądzą, że należy mówić „plac Łilsona”, po prostu tej tradycji nie znają. Tak też wymawia tę nazwę Ksawery Jasieński w komunikacie emitowanym w pociągach metra.

## Opis stacji
Dwukondygnacyjna stacja została zaprojektowana przez Andrzeja Chołdzyńskiego. Peron wyspowy ma szerokość 11 m i długość 120 m. Na stacji po obu stronach peronu znajdują się schody ruchome i stałe, na powierzchnię prowadzą 4 windy. Stacja jest utrzymana w kolorach szarości i srebra. Na posadzce w okolicach schodów jest ciekawa, kamienna mozaika. Ściany koło torowisk stanowią ciekawą fakturę, wykonane są ze stali łatwordzewiejącej (cortenowskiej), wierzchnia warstwa rdzy zabezpiecza ją przed dalszym utlenianiem. We wnętrzu zestawiono ze sobą kamień, stal, szkło oraz polerowany, barwiony beton. Na terenie stacji znajdują się: punkty handlowe, bankomat oraz toalety. Jest też wyposażona w defibrylator.

### Kopuła stacji
Kopuła po stronie południowej stacji Pl. Wilsona jest elementem architektoniczno-konstrukcyjnym niespotykanym w warszawskim metrze. Wykonana w kształcie elipsy pełni funkcję lampionu, który rozświetla stację. Przyczynia się też do tłumienia hałasu jeżdżących składów metra. W zależności od pory dnia, kopuła świeci na czerwono, fioletowo, niebiesko lub zielono.

### Wejścia
Ciekawymi elementami należącymi do kompleksu stacji są też wejścia z ulicy. W środkowej części wejścia znajduje się szyb windy, po prawej stronie schody ruchome jadące na poziom ulicy, a po lewej schody stałe. Całość wejścia jest osłonięta szkłem z napisem Plac Wilsona.

### Pociąg wahadłowy
Po otwarciu kolejnej stacji metra - Marymont, kursował z częstotliwością 9-12 minut wahadłowy pociąg przewożący pasażerów między Placem Wilsona a stacją Marymont. Na stacji Plac Wilsona zatrzymywał się na tym samym torze, co pociągi w kierunku Kabat. Stacja Marymont była czasowo ostatnią stacją aż do otwarcia stacji Słodowiec. Obecnie do stacji Marymont dojeżdżają pociągi kursujące na całej linii.

## Dane techniczne
- Powierzchnia stacji – 4 758,70 m².
- Kubatura (podziemna) – 44 389 m³.
- Kubatura (nadziemna) – 1 485 m³.
- Długość stacji − 150 m.
- Szerokość − 21 m.

### Tory odstawcze
Tory odstawcze znajdują się zaraz za północną częścią stacji. Długość komory to 270 m. W okresie kiedy Pl. Wilsona była stacją końcową, tory odstawcze służyły jako hala manewrowa, umożliwiając zawracanie pociągów w kierunku Kabat. Tory manewrowo-postojowe mają długość 160 m, koło nich jest peron, umożliwiający przejście maszyniście z jednego końca pociągu na drugi. W przyszłości tory odstawcze mogą być wykorzystane w sytuacji, gdy na trasie zepsuje się jakiś skład, można go wtedy odholować na najbliższe tory odstawcze, na przykład za Pl. Wilsona. Na stacji Plac Wilsona obecnie nocują 2 z 4 pociągów, które zostają na noc w tunelach.
- Powierzchnia torów odstawczych – 9 847 m².
- Kubatura torów odstawczych – 61 275,60 m³ (część podziemna) i 245,0 m³ (część naziemna).
- Średnia zagłębienie stacji (mierzone od główki szyny do powierzchni) wynosi 9 m.

### „Pustka technologiczna”
To pusta komora techniczna znajdująca się między stropem stacji a powierzchnią. Tak zwana pustka technologiczna powstała wskutek budowy stacji i nie miała być w przyszłości wykorzystywana, w związku z tym nie ma do niej zaprojektowanego wejścia. Można się do niej dostać tylko przez komorę wentylacyjną, po wyłączeniu urządzeń. Wnętrze komory jest puste, znajduje się tam tylko instalacja elektryczna pozwalająca na włączenie światła. Docelowo po wybudowaniu stacji pustka technologiczna miała być zasypana, ale pozostawienie jej w takim stanie okazało się tańszym rozwiązaniem. W 2005 roku powstał pomysł aby dostosować i zagospodarować tę przestrzeń na miejsca parkingowe, ale ze względu na wysokie koszty adaptacji koncepcja nie jest realizowana.

## Wykonawcy
- Projektantem generalnym stacji było biuro architektoniczne AMC - Andrzej M. Chołdzyński Sp. z o.o.
- Projektant branż technicznych: Metroprojekt Sp. z o.o.
- Wykonawcą stacji była firma Hydrobudowa-6

## Nagrody i wyróżnienia
- 7 kwietnia 2008 roku na konferencji „Metrorail” Plac Wilsona został uznany za najładniejszą stację metra na świecie, która powstała w ostatnich latach[10].
- W lutym 2014 stacja metra Plac Wilsona została uznana za jedną z 12 najbardziej imponujących stacji metra w Europie w rankingu telewizji CNN[11].